# Karen Allen
Karen Jane Allen (født 5. oktober 1951) er en amerikansk skuespiller, der blandt andet har medvirket i nogle af filmene om Indiana Jones.